# Marche de Saint Ignace
La marche de saint Ignace (en espagnol : Marcha de San Ignacio) est une composition musicale vocale à la gloire du saint fondateur de la Compagnie de Jésus, Ignace de Loyola. Hymne à l’héroïsme religieux militant autrefois populaire elle fut expression de la culture jésuite dans le monde ibéro-américain et anglo-saxon. 

## Histoire
Bien que certaines hypothèses fassent remonter sa composition à l’époque de la canonisation d’Ignace de Loyola (en 1622), la version (et texte) la plus ancienne connue aujourd’hui est celle – en langue basque - du jésuite Agustin de Iturriaga (1778-1851), suivie d’une autre, en espagnol, du père Gaspar Gonzalez Pintado (1863-1947)
Bien que parfois encore chanté en certaines occasions (jamais liturgiques) plus solennelles dans des institutions jésuites des monde ibéro-américain ou anglophones l’hymne est tombé en désuétude, bien que sa mélodie soit agréable, car ses paroles militantes sont fort marquées par la mentalité d’héroïsme religieux conquérant du XIXe siècle. 